# Józef Frieske

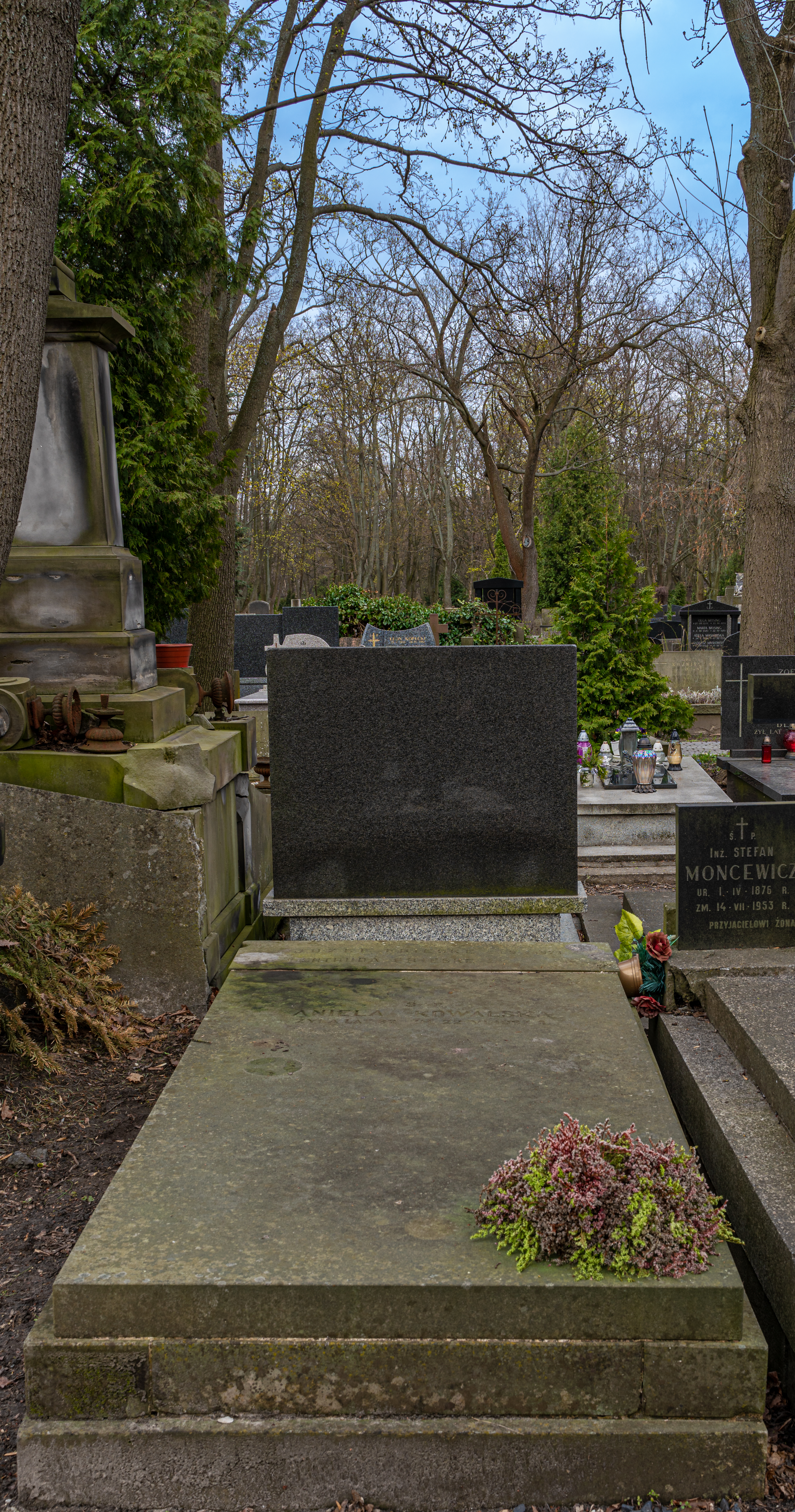
Grób Józefa Frieske na cmentarzu Powązkowskim

Józef Frieske (ur. 12 października 1910 na Dominice, zm. 9 maja 1973 w Warszawie) – polski bibliotekarz i znawca stosunków międzynarodowych. Dyrektor Biblioteki Raczyńskich w Poznaniu.

## Życiorys
Był pierwszym dyrektorem Biblioteki Raczyńskich w rzeczywistości socjalistycznej (sprawował tę funkcję w latach 1945–1947). Do jego zadań należało zorganizowanie książnicy po zniszczeniach II wojny światowej (gmach główny spłonął wraz z 180.000 książek). Biblioteka funkcjonowała wtedy w gmachu przy Świętym Marcinie 65. Najstarszą część kolekcji (uratowaną) ściągnięto z Obrzycka, gdzie była przechowana i umieszczono w magazynach. Uruchomił czytelnię ogólną (90 miejsc) i czytelnię czasopism (50 miejsc). Za jego kadencji zmieniono nazwę książnicy na Miejską Bibliotekę Publiczną im. Edwarda Raczyńskiego. Stale współpracował naukowo z Polskim Instytutem Spraw Międzynarodowych. Od 1946 przeniósł się na stałe do Warszawy i zatrudnił w tej instytucji.
Spoczywa na cmentarzu Powązkowskim w Warszawie (Kwatera 93, Rząd 4, Miejsce 14).